# Каппарони, Каспар
Гаспарe «Каспар» Каппарони (итал. Gaspare «Kaspar» Capparoni; род. 1 августа 1964, Рим) — итальянский актёр кино и телевидения.

## Биография
Каппарони начал играть в театре в возрасте 18 лет под руководством Джузеппе Патрони Гриффи, в 1984 году сыграл роль в фильме Дарио Ардженто «Феномен» (вышел в 1985-м). В дальнейшем он также снялся в фильмах «Световые выстрелы» (Colpi di luci, 1985), «Галлопарма» (Gialloparma, 1999), «Зачарованный» (Encantado, 2002), «Возвращение Маннеццы» (Il ritorno del Monnezza, 2005), «Две семьи» и «Чёрное солнце» (оба — 2007, последний — вместе с Валерией Голино) и других.
Он также снимается в телесериалах: «Начать сначала» (Ricominciare, 2000) «Маленький древний мир» (Piccolo mondo antico), «Волшебство 4» (Incantesimo 4, 2001), «Элиза ди Ривомброза» (Elisa di Rivombrosa, 2003), «Охота» (La caccia, 2005), «Капри» (2006).
Среди последних работ Каппарони — участие в сериале «Госпожа Детектив», а также главная роль в сериале «Комиссар Рекс» (11—14 сезоны), где он исполнил роль нового хозяина Рекса, комиссара Лоренцо Фаббри.

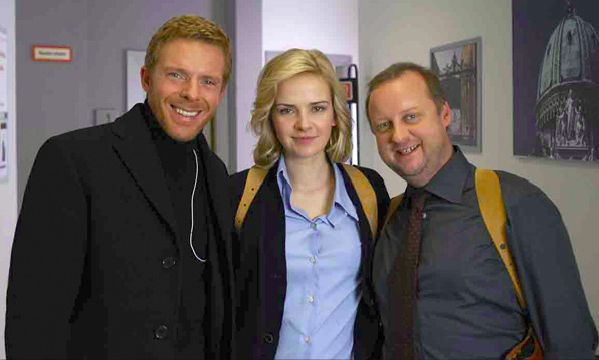
Слева направо: Каспар Каппарони, Дениз Цих и Мартин Вайнек

## Фильмография актёра

### Кино
- 1985 — Феномен, режиссёр Дарио Ардженто
- 1985 — Световые выстрелы, режиссёр Энцо Дж. Кастеллари
- 1999 — Галлопарма, режиссёр Альберто Бевилакуа
- 2002 — Зачарованный, режиссёр Конрад Коломбо
- 2003 — Элиза, режиссёр Чинция Торрини
- 2005 — Возвращение Маннеццы, режиссёр Чарльз Ванцина
- 2006—2008 — Капри, режиссёры Энрико Олдоини, Франческа Марра
- 2007 — Две семьи, режиссёры Барбара Уоллес и Томас Р. Вульф
- 2007 — Чёрное солнце, режиссёр Кшиштоф Занусси
- 2007—2010 — Госпожа детектив, режиссёры Чинция ТД Торрини и Фабрицио Коста
- 2008—2012 — Комиссар Рекс, режиссёр Марко Серафини